# Sala hipòstila talaiòtica

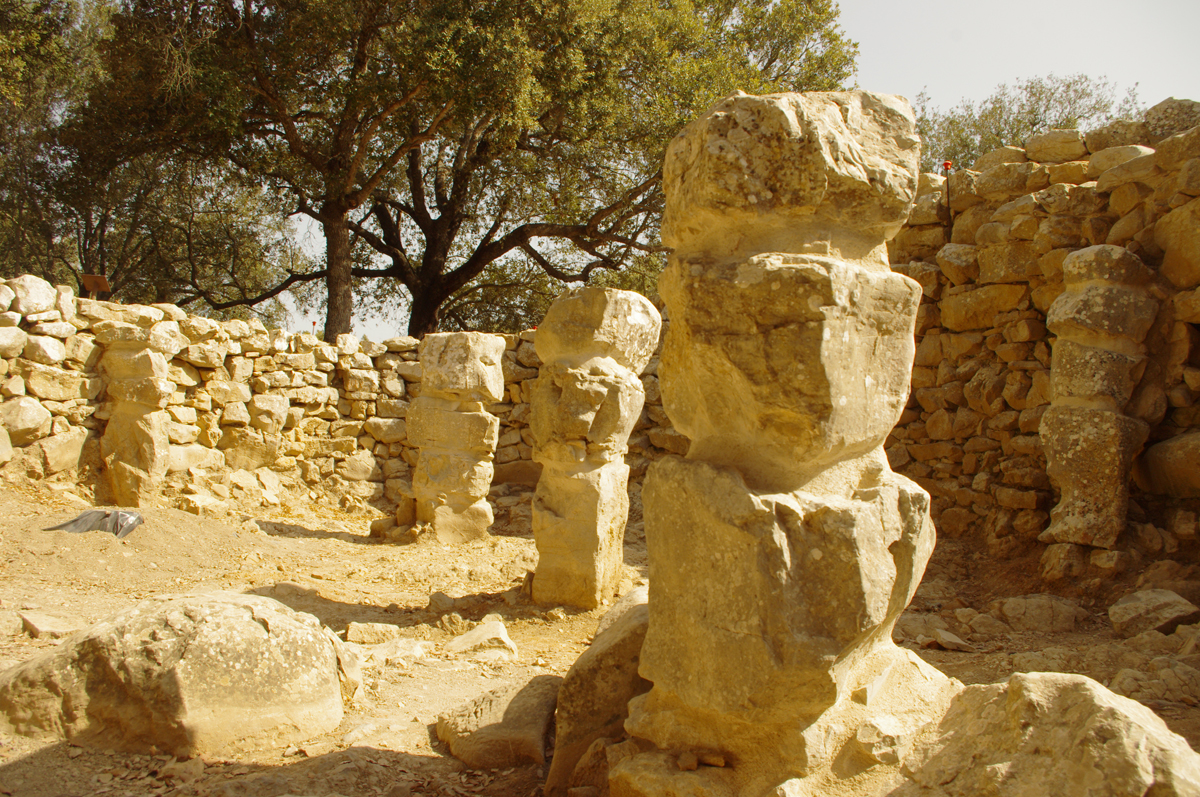
Sala hipòstila del poblat talaiòtic de Ses Païsses (Artà, Mallorca).

Les sales hipòstiles són edificis ciclopis d'època talaiòtica de Menorca i Mallorca dels quals es té molt poca informació. El seu nom es deu al fet que al seu interior s'hi troben una o vàries columnes que sostenen un sostre construït a partir de grans lloses planes de pedra. Les més destacades són la de Torre d'en Galmés, la de Torralba, la de Talatí de Dalt i la d'es Galliner de Madona.

## Aspectes generals
S'han documentat un nombre relativament important d'aquest tipus de monuments, però a causa de les poques excavacions antigues i a la reutilització d'aquests espais al llarg de la història per diferents usos, poca és la informació arqueològica que ens han pogut proporcionar. La seva cronologia és incerta, però sembla que se situarien entre l'inici del Talaiòtic i el Talaiòtic final. Es tracta generalment d'edificis d'una sola cambra, construïts a partir de la tècnica ciclòpia amb una o vàries columnes que sostenen un sostre construït a partir de grans lloses planes, que podria anar cobert per una capa de fang i restes vegetals. Es diferencien dos tipus, les que es troben dins poblats i les que es troben aïllades. Tot i aquestes dues tipologies, com pasa en altres tipus d'edificis talaiòtics, la seva diversitat és força gran i podria ser que tractessim com el mateix edificis que podrien tenir una funcionalitat diferent.
Dins les que es troben a l'interior d'assentaments talaiòtics podem nombrar les tres que s'han documentat a Torre d'en Galmés (dos visibles, un pendent d'excavació). Les tres semblen seguir un mateix patró i es troben adossades a un cercle d'habitàció. Això va fer plantejar a alguns investigadors que es pogués tractar de llocs dedicats a l'emmagatzematge.
A l'assentament de Talatí de Dalt també s'ha documentat una sala hipòstila força diferent a les de Torre d'en Galmés. Es tracta d'una estança de planta quadrangular, gairebé soterada, amb una columna que sostenta un sostre de lloses de pedra amb un gruix considerable de sostre vegetal (terra).
Altres com la sala hipòstila d'es Galliner de Madona és un edifici aïllat i exempt, construït amb grans pedres. La seva planta de forma semicircular contrasta amb les altres sales descrites fins ara. Al seu interior segueix el mateix patró constructiu que les altres, un conjunt de columnes (la majoria polilítiques) que sostenen un sostre de lloses planes de pedra.
La gran majoria d'investigadors estan d'acord en donar-li una funció d'emmagatzematge o de resguard pel ramat, però la manca de resultats arqueològics i la gran diversitat tipològica fa difícil concloure que aquests edificis responguin tots a una mateixa funció i cronologia. Seria oportú realitzar excavacions en alguna d'aquestes estructures per tal d'aportar nova informació

## Candidatura de la Menorca Talaiòtica a patrimoni mundial
Actualment, una selecció de jaciments prehistòrics de Menorca opten a ser declarats patrimoni de la humanitat per la UNESCO, sota el nom de Menorca Talaiòtica. Els jaciments en qüestió són: Necròpolis de Cala Morell, Naveta des Tudons, Es Castellàs des Caparrot de Forma, Ses Roques Llises, Trepucó, Poblat talaiòtic de Torralba d'en Salort, Cova des Càrritx, Taula de Torrellisar, Hipogeu de Torre del Ram, Hipogeus de Biniai Nou, Monument de na Comerma de sa Garita, Naveta de Biniac Oriental, Navetes de Rafal Rubí, Necròpolis i Es Castellet de Calescoves, Poblat de Son Mercer de Baix, Poblat talaiòtic de Binissafúller, Poblat talaiòtic de Montefí, Sa Cudia Cremada, Poblat talaiòtic de Sa Torreta, Poblat talaiòtic de Sant Agustí, Poblat talaiòtic de Torrellafuda, Poblat talaiòtic de Torretrencada, Sala hipòstila des Galliner de Madona, So na Caçana, Sepulcre de Son Olivaret, Talaiot de Torelló, Talaiot de Trebalúger, Poblat de Cala Morell, Torre d'en Galmés, Cornia Nou